# Riudoms
Riudoms es un municipio de la provincia de Tarragona, España. Según datos de 2017 su población era de 6515 habitantes. Está situada a unos cinco kilómetros de Reus, la capital del Bajo Campo, a una altitud de 126 metros, aunque la altura de su término municipal está entre los 50 y 210 metros sobre el nivel del mar.
Pasan por el término muchas rieras y riachuelos. Una de las principales es la riera de Maspujols, también conocida como riera de Riudoms, que pasa muy cerca del pueblo y en ocasión de alguna tormenta fuerte ha llegado a inundar las calles más cercanas. 

## Geografía
Integrado en la comarca de Bajo Campo, se sitúa a 20 kilómetros de Tarragona. El término municipal está atravesado por la carretera nacional N-420, entre los pK 867 y 869, y por carreteras locales que permiten la comunicación con Montbrió de Tarragona, Viñols y Archs, Borjas del Campo y Maspujols. 
El relieve del municipio es predominantemente llano, estando atravesado por la riera de Riudoms. La altitud oscila entre los 203 metros al norte y los 50 metros al sur, a orillas de la riera. El pueblo se alza a 125 metros sobre el nivel del mar. 
| Noroeste: Borjas del Campo              | Norte: Maspujols y Aleixar | Nordeste: Reus      |
| Oeste: Botarell y Montbrió de Tarragona |                            | Este: Reus          |
| Suroeste: Viñols y Archs                | Sur: Viñols y Archs        | Sureste: Villarreal |

## Historia
En 1151 se encargó la repoblación del lugar a Arnau de Palomar que recibió también el encargo de construir ahí un castillo. En 1206 quedó en manos de Guillermo de Tarragona aunque el término retornó a manos de la corona poco tiempo después. En 1290 Alfonso II entregó el señorío de Riudoms a Berenguer de Puigverd quien lo vendió al arzobispo Bernardo de Olivella, reservándose algunos de los derechos sobre la población.
En el siglo XIII y gracias a una donación efectuada por Guillermo de Tarragona, la villa creció de forma considerable. En 1282 participó en el asalto al castillo de Tarragona. Fue también en esta villa donde en 1319 el infante Jaime, heredero del rey Jaime II de Aragón, renunció a contraer matrimonio con Leonor de Castilla. Se convocó en Riudoms a personajes influyentes de la corte para que intentaran convencer al infante de que cambiara su actitud. Sin embargo, Jaime renunció a todos los derechos dinásticos y se hizo sacerdote.
Desde 1399, el pueblo participó en las actividades de la Comuna del Campo.

## Geografía humana

### Demografía
Cuenta con una población de 6905 habitantes (INE 2024).
| Gráfica de evolución demográfica de Riudoms entre 1842 y 2021                                                         |
| |
| Población de derecho según los censos de población del INE. Población de hecho según los censos de población del INE. |

Evolución demográfica de Riudoms entre 1996 y 2013
| 1996 | 1998 | 1999 | 2000 | 2001 | 2002 | 2003 | 2004 | 2005 | 2006 | 2007 | 2008 | 2009 | 2010 | 2011 | 2012 | 2013 |
| ---- | ---- | ---- | ---- | ---- | ---- | ---- | ---- | ---- | ---- | ---- | ---- | ---- | ---- | ---- | ---- | ---- |
| 5006 | 5068 | 5153 | 5201 | 5297 | 5356 | 5462 | 5573 | 5763 | 5925 | 6149 | 6385 | 6436 | 6473 | 6466 | 6530 | 6472 |

### Economía
La principal actividad es la agricultura. Antes de la construcción del pantano de Riudecañas los cultivos predominantes eran los de secano como el olivo o la viña.

## Cultura

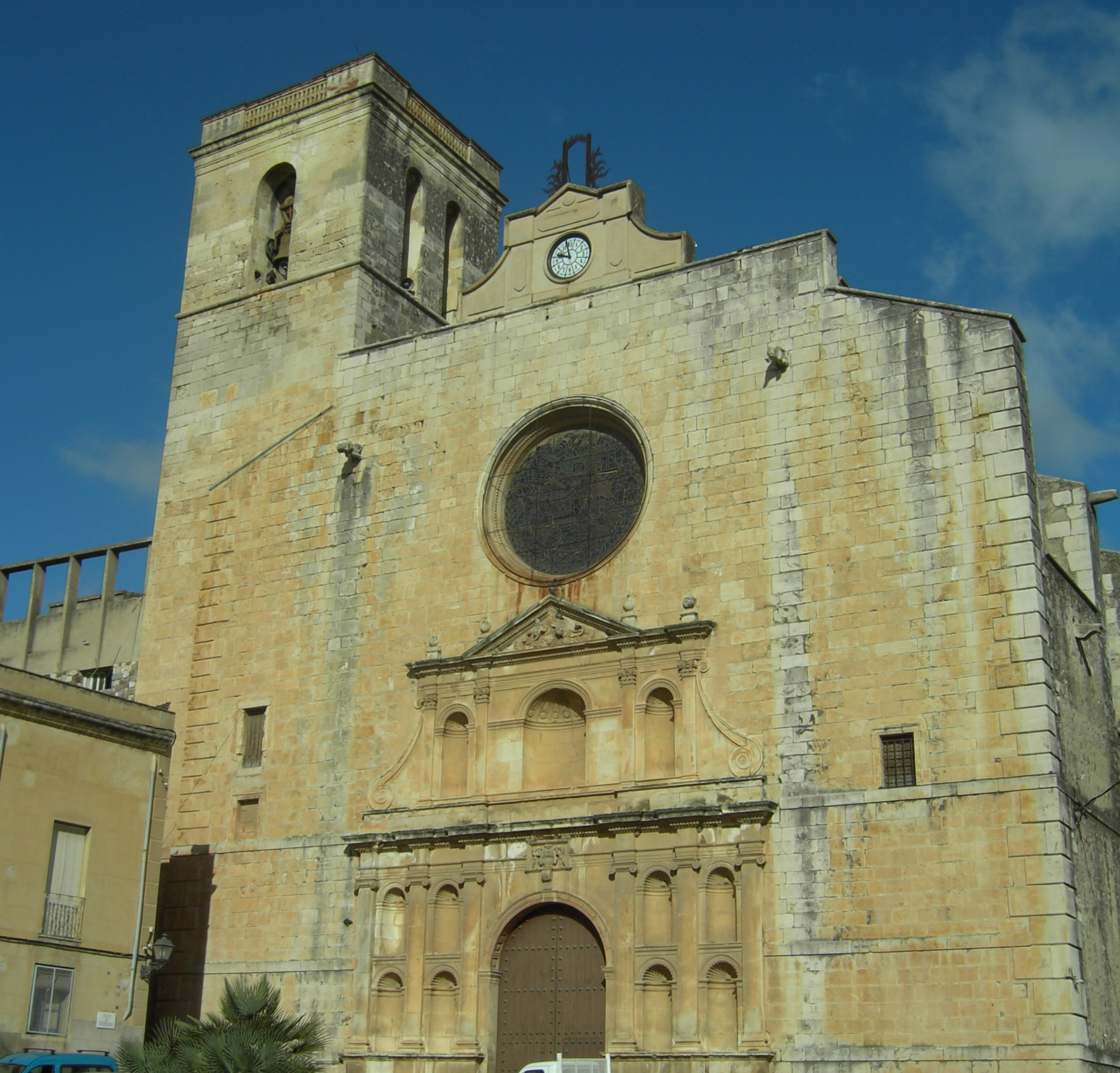
Iglesia parroquial de San Jaime

La iglesia parroquial está dedicada a San Jaime. El templo se inició en 1599 y fue bendecido en 1617. Se trata de un edificio de nave única con capillas laterales comunicadas entre sí. En su interior se conservan los restos del beato Bonaventura Gran, nacido en Riudoms. El campanario es de planta rectangular.
La plaza de la iglesia tiene unas antiguas arcadas datadas en el siglo XVI. Fueron reconstruidas con piedras procedentes del convento de San Juan, destruido en 1835 por un incendio. Dentro del núcleo urbano hay algunas casas con dovelas y de aspecto modernista.
En las afueras de Riudoms se encuentra una capilla dedicada a San Antonio. Fue edificada en 1702 y en su interior se conserva un retablo de estilo churrigueresco de 1745. Es de nave única con capillas laterales y está cubierta con bóveda de cañón.

### Fiestas
- Fiesta mayor de invierno: 20 de enero, San Sebastián. Actualmente, la fiesta se ha trasladado al domingo más próximo y ha perdido mucha de la relevancia que tuvo en el pasado. Se continua celebrando la procesión por las calles del pueblo con la imagen del Santo. Desde 1999, también se celebra un encuentro de gaiteros.
- El primer fin de semana de julio se celebra la fiesta de los barrios. Se sale a cenar a la calle y cada barrio presenta a su "pubilla i hereu", el domingo por la mañana se hace un desfile de carrozas y la gente va disfrazada. Y finalmente por la noche quedaran escogidos "la pubilla i hereu" que representaran al pueblo durante un año. Y se premiara a la mejor carroza y disfraz.
- Para San Jaime se celebra con todo el pueblo y sus bestias y bailes tradicionales para la celebración del patrón.
- En el mes de agosto se celebra la Feria de la Avellana.
- Semana Santa: la Semana Santa es una celebración muy arraigada en Riudoms. Los actos comienzan el Domingo de Ramos con la bendición de las palmas y palmones. El mismo día por la tarde se realiza el Viacrucis por las calles acompañando la imagen de Jesús llevando la cruz.

Fiesta mayor también es el 24 de noviembre, celebrando el día del Beato Bonaventura Gran.